# Cyanometer

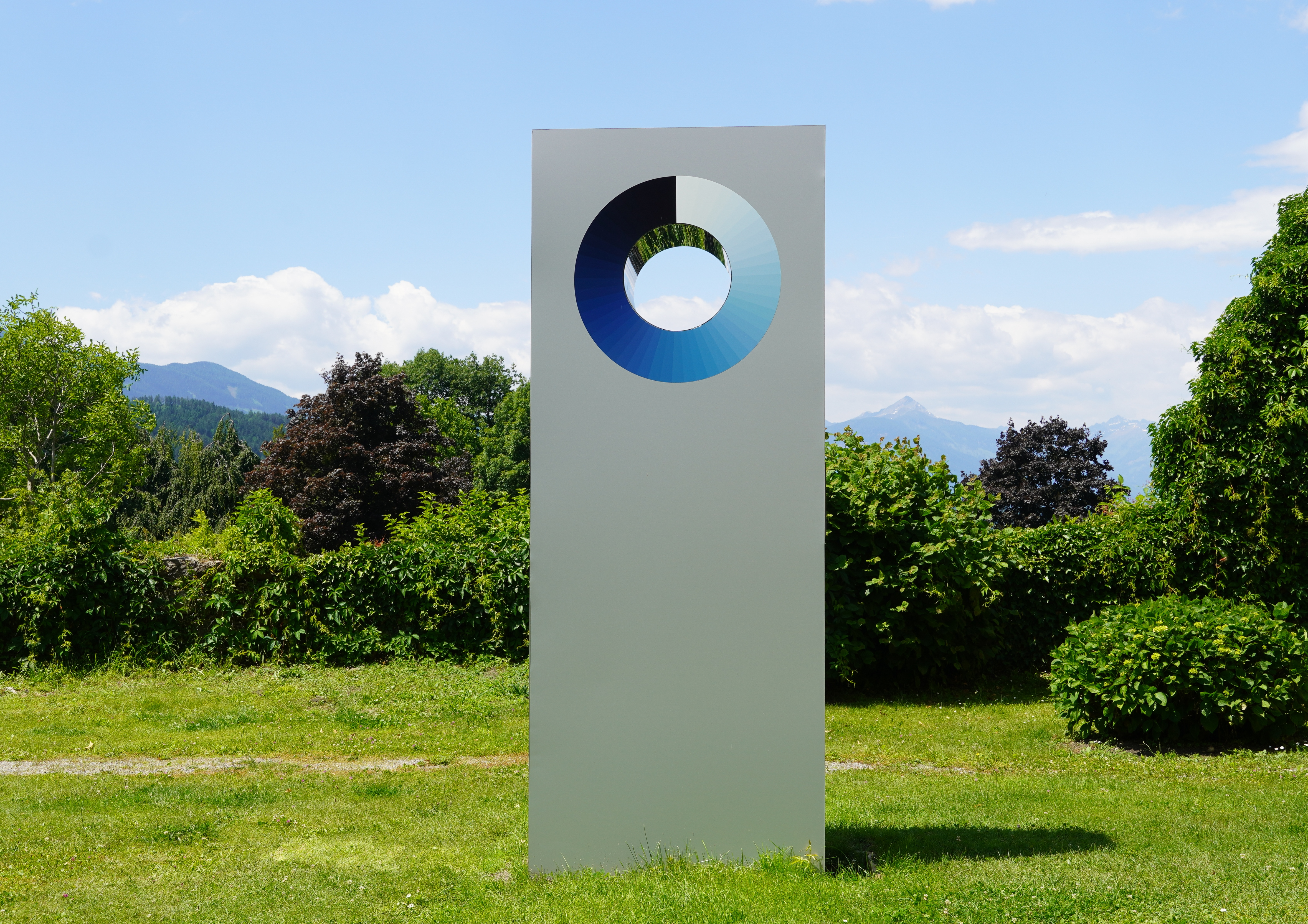
Das Cyanometer ist eine runde Scheibe mit zum Beispiel 53 verschiedenen Farbtönen, beginnend mit Weiß=0 und endend mit 52=Schwarz. Damit lässt sich der jeweils exakte Blauton des Himmels ermitteln.

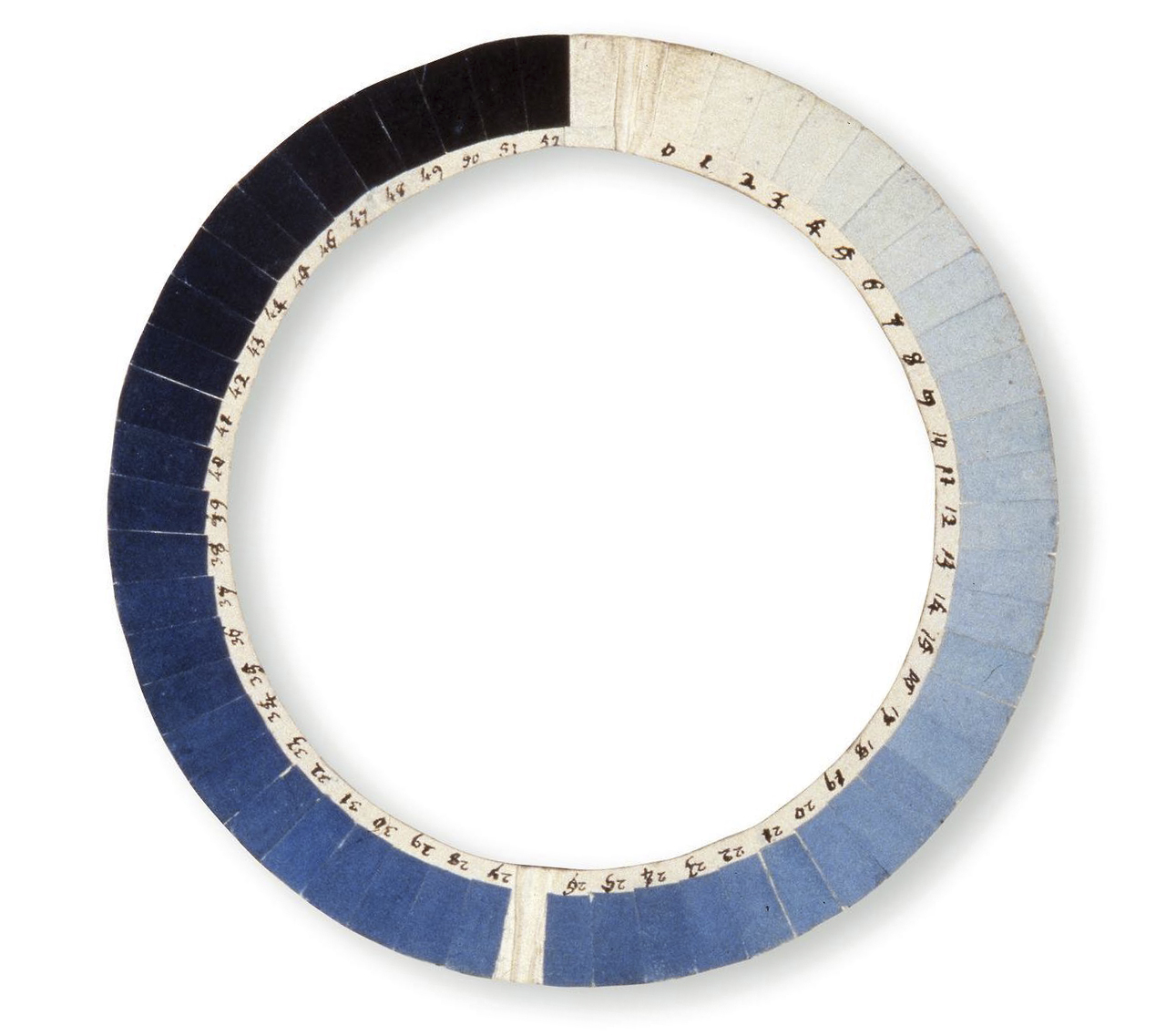
Ein Cyanometer von Horace-Bénédict de Saussure (aus der Sammlung von Musée d'histoire des sciences in Genf)

Ein Cyanometer (griech., deutsch ursprünglich auch „Kyanometer“) ist ein Instrument zur Messung der Intensität der blauen Himmelsfarbe. Dieses Messgerät wurde von Horace-Bénédict de Saussure gegen Ende des 18. Jahrhunderts entwickelt. Aus der Messung kann auf die Beschaffenheit der Atmosphäre geschlossen werden: Sie ist umso durchsichtiger bzw. der Himmel umso blauer, je weniger Wasser im dampfförmigen Zustand sie enthält.
Alexander von Humboldt führte bei seiner Forschungsreise nach Amerika (1799–1804) ein Cyanometer mit, das er 1798 in Paris erworben haben soll.
Forscher des britischen National Physical Laboratory ermittelten 2006 mit einem Kolorimeter Rio de Janeiro, Neuseeland und Australien als Orte mit dem kräftigsten Blau des Himmels.